# RN5 (Benin)
Die RN5 ist eine Fernstraße in Benin, die in Tchaourou beginnt und in Bétérou endet. Sie ist 54 Kilometer lang.
Die Fernstraße beginnt in Tchaourou an der Ausfahrt der RNIE2 und endet in Bétérou an der Zufahrt zu der RNIE6. 